# Umbrella (atombombe)
 For alternative betydninger, se Umbrella. (Se også artikler, som begynder med Umbrella)
Umbrella var en prøvesprængning af en atombombe under Operation Hardtack I. Detonationen blev udført på Enewetak-atollen i Stillehavet den 8. juni 1958. Bomben var på ca. 8 kiloton og blev detoneret på havbunden i en dybde på 150 feet.